# Самоа на Светском првенству у атлетици на отвореном 2013.
Самоа је учествовала на Светском првенству у атлетици на отвореном 2013. одржаном у Москви од 10. до 18. августа четрнаести пут, односно учествовала је на свим првенствима до данас. Репрезентацију Самое представљао је један такмичар који се такмичио у бацању диска.
На овом првенству Самоа није освојила ниједну медаљу, нити је постигнут неки рекорд.

## Резултати

### Мушкарци
| Атлетичар  | Дисциплина   | Лични рекорд | Квалификације | Квалификације | Полуфинале | Полуфинале | Финале               | Финале  | Детаљи |
| Атлетичар  | Дисциплина   | Лични рекорд | Резултат      | Место         | Резултат   | Место      | Резултат             | Место   | Детаљи |
| ---------- | ------------ | ------------ | ------------- | ------------- | ---------- | ---------- | -------------------- | ------- | ------ |
| Алекс Роуз | Бацање диска | 59,83        | 56,19         | 14. у гр. Б   |            |            | Није се квалификовао | 29 / 30 |        |